# جويل بولجر
جويل بولجر هو محامي وقاضي وسياسي أمريكي، ولد في 16 فبراير 1955 في كارول في الولايات المتحدة.